# Глюкосорал
«Глюкосорал» — гватемальський футзальний клуб з Гватемали. Клуб шість разів вигравав чемпіонат Гватемали. «Глюкосорал» представляв КОНКАКАФ на Міжконтинентальному кубку з футзалу у 2013 році, де посів 5-тє місце.
У Клаусурі 2013 команда провела 18 ігор, з яких у 17-ти перемогла, а одну програла. Окрім того, «Глюкосорал» провів дві товариські гри з командою «C.R.D», яку переміг вдома з рахунком 24-2, але програв на виїзді 5-16.

## Склад[2]
На 6 липня 2013 року
| №  | Повне ім'я                        |
| 1  | Херардо Енріке Паїз Боніфасі      |
| 2  | Хосе Мануель Гонсалес Бердуо      |
| 3  | Марлон Александр Ной Аґілар       |
| 4  | Мануель Антоніо Гарсіа Пеллесер   |
| 5  | Карлос Даніель Лопес Міранда      |
| 6  | Мануель Адріан Арістондо Пу       |
| 7  | Пабло Андрес Естрада Рамірес      |
| 8  | Біллі Хоель Пінеда Монрой         |
| 9  | Марвін Рене Сандоваль Прадо       |
| 10 | Ерік Вінісіо Асеведо Коспін       |
| 11 | Алан Хосуе Аґілар Алдана          |
| 12 | Вільям Освальдо Рамірес Кіньйонез |
| 13 | Умберто Армандо Ескобар Айяла     |
| 14 | Едгар Ернесто Сантісо Родрігез    |
| 15 | Карлос Хесус Собальварро Вудс     |
| 16 | Даніель Едуардо Техада Ескобар    |
| 17 | Хосе Карлос Мансілья Рамос        |
| 18 | Крістіан Осмін Венегас            |
| 19 | Вальтер Алехандро Енрікез         |
| 20 | Патрік Руїс Хурадо                |